# Église Notre-Dame-de-l'Assomption de Bruyères
Pour les articles homonymes, voir Église Notre-Dame et Notre-Dame-de-l'Assomption.
L'église Notre-Dame-de-l'Assomption de Bruyères est un édifice religieux de grès rose qui fut construite, pour son aspect actuel, au milieu du XIXe siècle.

## Histoire
À l'origine, Bruyères était une des 34 communautés dépendant de la paroisse de Champ bien qu'elle fût siège de prévôté, et ne possédait qu'une chapelle. Ce n'est qu'en 1612 que la paroisse de Bruyères fut détachée de celle de Champ et que l'église fut construite.
Elle fut agrandie à partir de 1842 sous l'administration de Jean-Baptiste Loye.
L'église a été construite suivant les plans de François Grillot.

## Architecture

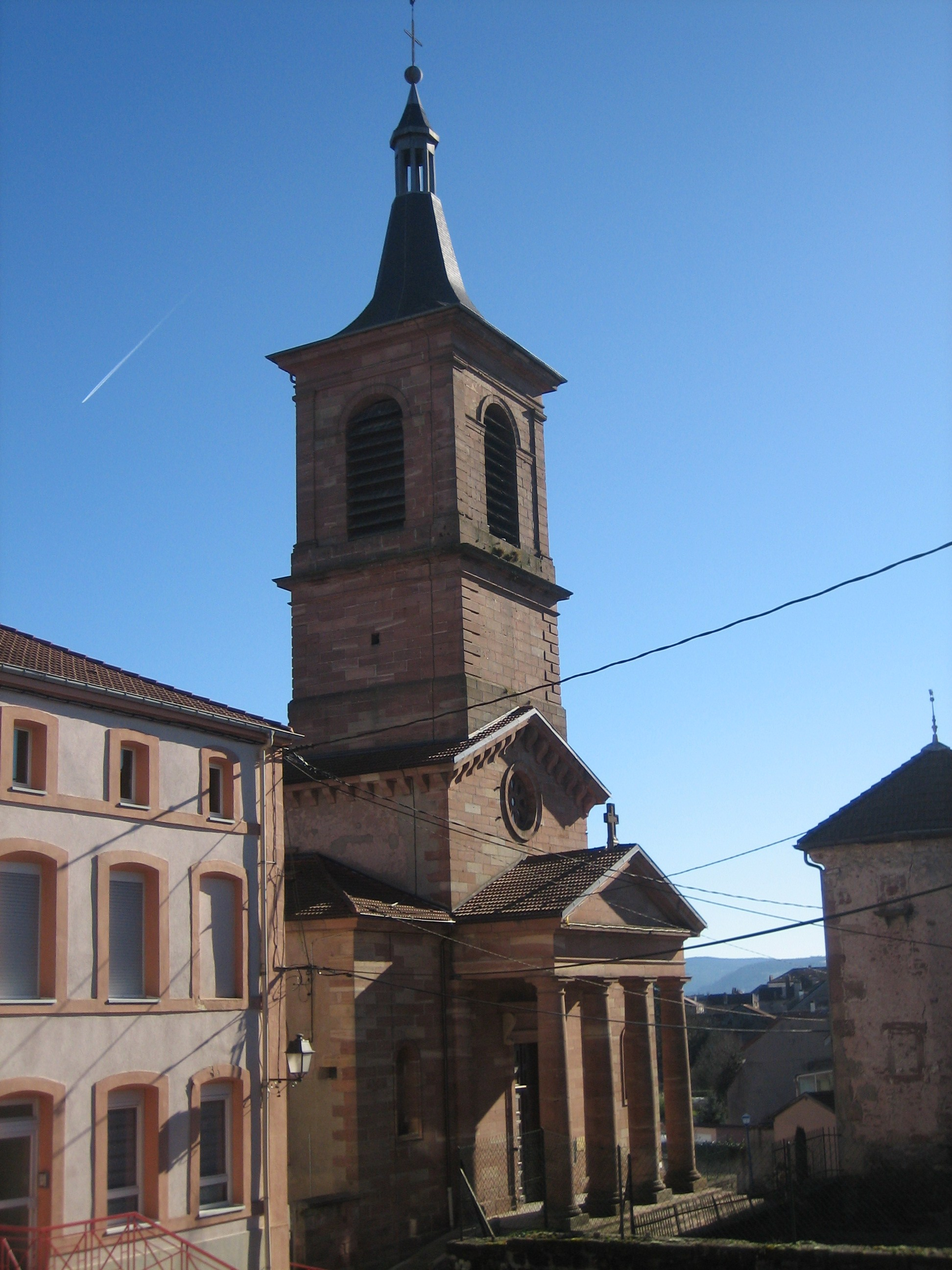
L'église et son fronton tétrastyle.

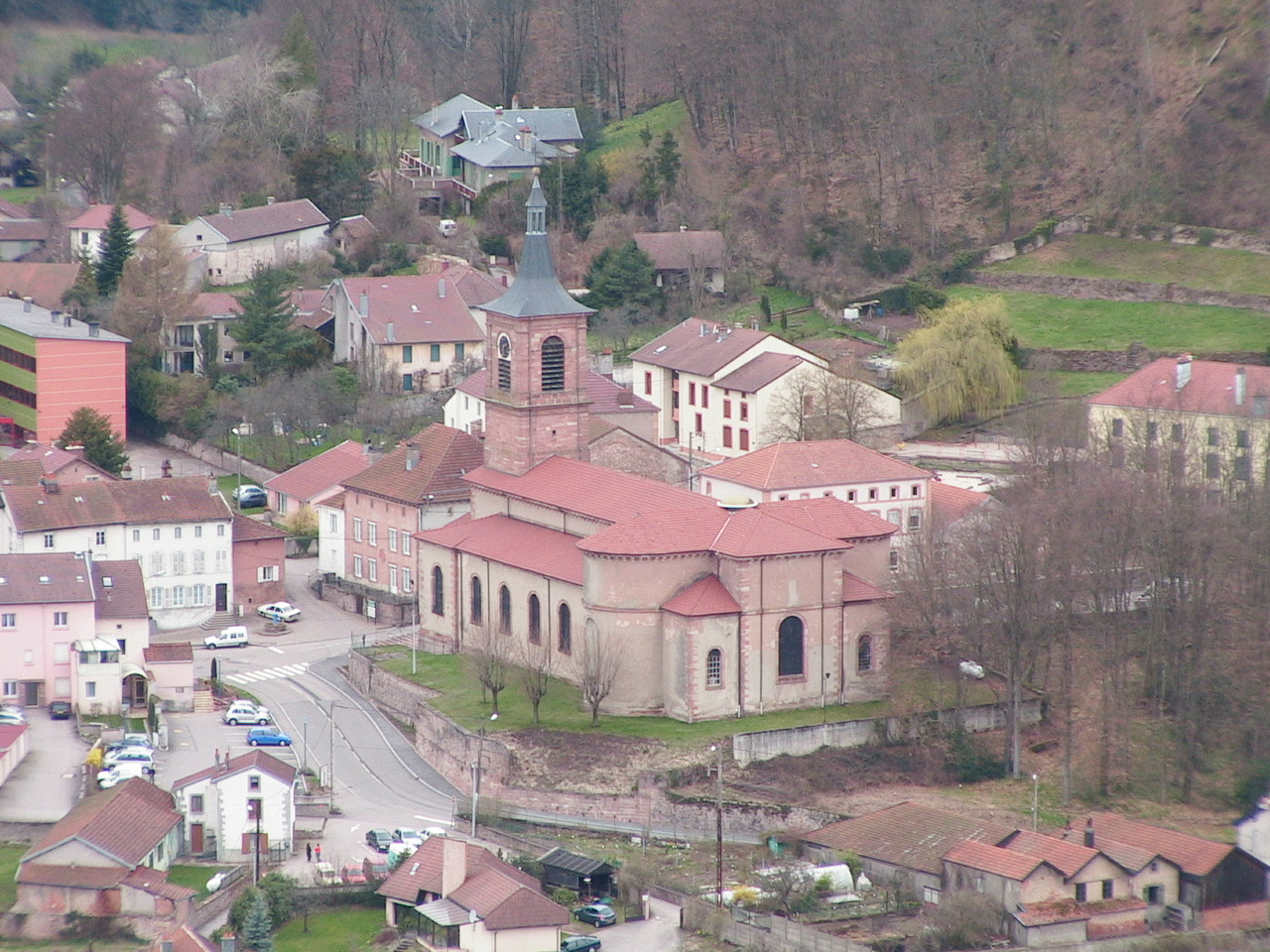
L'église vue depuis la tour de l'Avison.

Pour bonne partie en grès, l'église est de plan cruciforme. Elle a un chevet plat et les bras du transept sont terminés par des absidioles semi-circulaires.
La nef est divisée en trois vaisseaux par des piles en grès.
L'entrée est précédée d'un porche tétrastyle à fronton triangulaire imité des temples antiques.
L'orgue a été installé sur une tribune de 1895, au-dessus de l'entrée, .

## Mobilier
- Une cloche de 1785 fondue par Thouvenot[3].
- Une statue de saint Jacques en pierre polychrome[4].
- Une statue de saint Nicolas[5].